# Periphery III: Select Difficulty
Periphery III: Select Difficulty — пятый студийный альбом американской метал-группы Periphery, выпущенный 22 июля 2016 года на лейбле Sumerian Records. Альбом стал продолжением их предыдущей работы Periphery II: This Time It's Personal (2012) и Juggernaut: Alpha/Omega (2015), сохраняя при этом уникальный стиль группы, сочетающий элементы прогрессивного метала, джента и мелодичного хардкора.

## История создания
После успеха концептуального альбома Juggernaut: Alpha/Omega, группа решила вернуться к более традиционному формату записи, не связанному единой концепцией. Название Select Difficulty отсылает к выбору уровня сложности в видеоиграх, что символизирует разнообразие музыкальных идей и сложность композиций, представленных на альбоме. Гитарист и основной композитор группы Мэшуг Гавара отметил, что альбом стал результатом экспериментов с новыми звуками и техниками записи.

## Музыкальный стиль и тематика
Periphery III: Select Difficulty демонстрирует дальнейшее развитие звучания группы. Альбом сочетает в себе технически сложные риффы, полиритмические структуры и мелодичные вокальные партии. Вокалист Спенсер Сото расширил свой диапазон, используя как чистый вокал, так и экстремальные техники. Тексты песен затрагивают темы внутренней борьбы, саморефлексии и преодоления трудностей.

## Список композиций
| №                   | Название                   | Длительность |
| ------------------- | -------------------------- | ------------ |
| 1.                  | «The Price Is Wrong»       | 3:56         |
| 2.                  | «Motormouth»               | 5:24         |
| 3.                  | «Marigold»                 | 7:19         |
| 4.                  | «The Way the News Goes...» | 5:04         |
| 5.                  | «Remain Indoors»           | 5:11         |
| 6.                  | «Habitual Line-Stepper»    | 6:52         |
| 7.                  | «Flatline»                 | 5:50         |
| 8.                  | «Absolomb»                 | 7:27         |
| 9.                  | «Catch Fire»               | 4:03         |
| 10.                 | «Prayer Position»          | 4:45         |
| 11.                 | «Lune»                     | 6:47         |
| Общая длительность: | Общая длительность:        | 58:42        |

## Реакция и критика
Альбом получил положительные отзывы как от критиков, так и от фанатов. Отмечались его техническая сложность, сбалансированность между агрессией и мелодичностью, а также высокое качество производства. Periphery III: Select Difficulty дебютировал на 22-м месте в чарте Billboard 200, что стало одним из самых успешных релизов группы на тот момент.

## Участники записи
- Спенсер Сотело — вокал
- Миша Мансур — гитара, программирование
- Джейк Боуэн — гитара
- Марк Холкомб — гитара
- Адам "Нолли" Гетгуд — бас-гитара
- Мэтт Халперн — ударные

Альбом был спродюсирован самими участниками группы, а сведение и мастеринг выполнил Адам "Нолли" Гетгуд.

## Значение
Periphery III: Select Difficulty укрепил позиции Periphery как одной из ведущих групп в жанре прогрессивного метала. Альбом стал важной вехой в их карьере, продемонстрировав рост как в музыкальном, так и в техническом плане.